# Марк Молітор
Марк Молітор (фр. Marc Molitor, нар. 21 вересня 1949, Страсбург) — французький футболіст, що грав на позиції нападника, зокрема за «Страсбур» та «Ніццу», а також за національну збірну Франції.

## Клубна кар'єра
У дорослому футболі дебютував 1964 року виступами за команду «Страсбур», в якій провів три сезони. 1966 року ставав у її складі володарем Кубка Франції. 
Протягом 1967—1968 років за паризький «Расінг», звідки знову повернувся до «Страсбура». Цього разу відіграв за команду зі Страсбурга наступні чотири сезони своєї ігрової кар'єри. Більшість часу, проведеного у складі «Страсбура», був основним гравцем нападу команди і одним із її головних бомбардирів, маючи середню результативність на рівні 0,56 гола за гру першості.
1973 року перейшов до «Ніцци», за яку відіграв заключні чотири сезони своєї кар'єри. У новому клубі також був серед найкращих голеодорів, відзначаючись забитим голом в середньому майже у кожній другій грі чемпіонату. Завершив професійну кар'єру футболіста виступами за «Ніццу» у 1977 році.

## Виступи за збірну
1970 року дебютував в офіційних матчах у складі національної збірної Франції.
Загалом протягом шестирічної кар'єри в національній команді провів у її формі 10 матчів, забивши 4 голи.

## Титули і досягнення
- Володар Кубка Франції (1):

«Страсбур»: 1965-1966